# Selkirkiella alboguttata
Selkirkiella alboguttata là một loài nhện trong họ Theridiidae.
Loài này thuộc chi Selkirkiella. Selkirkiella alboguttata được Lucien Berland miêu tả năm 1924.